# Дубрава (Омиш)
Дубрава (хорв. Dubrava) — населений пункт у Хорватії, у Сплітсько-Далматинській жупанії у складі міста Омиш.

## Населення
Населення за даними перепису 2011 року становило 300 осіб.
Динаміка чисельності населення поселення:

## Клімат
Середня річна температура становить 9,81 °C, середня максимальна – 22,68 °C, а середня мінімальна – -2,90 °C. Середня річна кількість опадів – 922 мм.
| Клімат поселення                              | Клімат поселення | Клімат поселення | Клімат поселення | Клімат поселення | Клімат поселення | Клімат поселення | Клімат поселення | Клімат поселення | Клімат поселення | Клімат поселення | Клімат поселення | Клімат поселення | Клімат поселення |
| Показник                                      | Січ.             | Лют.             | Бер.             | Квіт.            | Трав.            | Черв.            | Лип.             | Серп.            | Вер.             | Жовт.            | Лист.            | Груд.            |                  |
| Середній максимум, °C                         | 6,47             | 6,10             | 8,89             | 12,41            | 17,26            | 21,22            | 22,68            | 22,66            | 18,36            | 14,32            | 9,68             | 7,46             |                  |
| Середня температура, °C                       | 1,98             | 1,60             | 4,40             | 7,91             | 12,77            | 16,73            | 18,87            | 18,86            | 14,56            | 10,53            | 5,89             | 3,64             |                  |
| Середній мінімум, °C                          | −2,52            | −2,9             | −0,12            | 3,40             | 8,26             | 12,22            | 15,08            | 15,05            | 10,76            | 6,73             | 2,08             | −0,16            |                  |
| Норма опадів, мм                              | 75               | 68               | 72               | 78               | 63               | 64               | 42               | 55               | 81               | 103              | 121              | 100              |                  |
| Середньомісячна швидкість вітру, м/с          | 4.08             | 4.36             | 4.12             | 3.84             | 3.38             | 3.02             | 2.93             | 2.93             | 3.42             | 3.75             | 4.46             | 4.66             |                  |
| Середньомісячна сонячна радіація, кДж/м²·день | 5544             | 8174             | 11856            | 16061            | 19787            | 22393            | 24062            | 21282            | 15886            | 10453            | 6007             | 4695             |                  |
| --------------------------------------------- | ---------------- | ---------------- | ---------------- | ---------------- | ---------------- | ---------------- | ---------------- | ---------------- | ---------------- | ---------------- | ---------------- | ---------------- | ---------------- |
| Джерело:                                      |                  |                  |                  |                  |                  |                  |                  |                  |                  |                  |                  |                  |                  |